# Josef Lomický
Josef Lomický (ur. 19 lutego 1958 w Czeskich Budziejowicach) – czeski lekkoatleta, sprinter, medalista mistrzostw Europy w 1978. W czasie swojej kariery reprezentował Czechosłowację.
Zdobył brązowy medal w sztafecie 4 × 400 metrów (która biegła w składzie: Lomický, František Břečka, Miroslav Tulis i Karel Kolář) na mistrzostwach Europy w 1978 w Pradze. Zajął 7. miejsce w sztafecie 4 × 400 metrów (w składzie: Lomický, Dušan Malovec, Břečka i Kolář) na igrzyskach olimpijskich w 1980 w Moskwie.
Odpadł w eliminacjach biegu na 60 metrów i biegu na 200 metrów na halowych mistrzostwach Europy w 1982 w Mediolanie. Na halowych mistrzostwach Europy w 1984 w Göteborgu awansował do finału biegu na 60 metrów, w którym zajął 8. miejsce.
Ponieważ Czechosłowacja zbojkotowała letnie igrzyska olimpijskie w 1984 w Los Angeles, Lomický wystąpił na alternatywnych zawodach Przyjaźń-84 w Moskwie, gdzie zajął 4. miejsce w sztafecie 4 × 100 metrów i odpadł w eliminacjach biegu na 100 metrów. Odpadł w eliminacjach biegu na 60 metrów na halowych mistrzostwach Europy w 1985 w Pireusie.
Był mistrzem Czechosłowacji w biegu na 100 metrów w 1981, w biegu na 200 metrów w 1986 i 1987, w sztafecie 4 × 100 metrów w  latach 1978, 1980–1982 i 1984 oraz w sztafecie 4 × 400 metrów w 1981 i 1982, wicemistrzem w biegu na 100 metrów w 1985, w sztafecie 4 × 100 metrów w latach 1983–1985, 1987 i 1988 oraz w sztafecie 4 × 400 metrów w 1979, a także brązowym medalistą w biegu na 100 metrów w 1987 oraz w biegu na 400 metrów w 1978 i 1980. W hali był mistrzem Czechosłowacji w biegu na 60 metrów w latach 1981–1984 oraz w biegu na 200 metrów w 1982 i 1983, wicemistrzem w biegu na 60 metrów w 1985 oraz w biegu na 200 metrów w 1984 i 1985, a także brązowym medalistą w biegu na 60 metrów w 1987 i w biegu na 200 metrów w 1988.
Dwukrotnie poprawiał rekord Czechosłowacji w sztafecie 4 × 400 metrów do wyniku 3:03,5 (31 lipca 1980 w Moskwie). Czas  sztafety 3:03,99 z 3 września 1978 w Pradze rekordem Czech do 1997.
Rekordy życiowe Lomickiego:
- bieg na 100 metrów – 10,48 s (1984)
- bieg na 200 metrów – 21,04 s (1985)
- bieg na 400 metrów – 46,40 s (1982)